# Nami Nabekura
Nami Nabekura (11 aprile 1997) è una judoka giapponese.

## Palmarès
- Campionati asiatici

Hong Kong 2017: oro nei 63kg.
- Campionati mondiali juniores

Fort Lauderdale 2014: argento nei 63kg;
Abu Dhabi 2015: oro nei 63kg.

### Vittorie nel circuito IJF
| Data              | Località | Paese    | Categoria  |
| ----------------- | -------- | -------- | ---------- |
| 26 giugno 2016    | Budapest | Ungheria | Grand Prix |
| 19 novembre 2016  | Qingdao  | Cina     | Grand Prix |
| 30 settembre 2017 | Zagabria | Croazia  | Grand Prix |
| 27 luglio 2018    | Zagabria | Croazia  | Grand Prix |